# Chevrolet Testudo
La Chevrolet Testudo est un concept car construit par Bertone sur une plate-forme de Chevrolet Corvair Monza modifiée. Le nom vient du mot latin pour « tortue ». La voiture fait ses débuts au Salon de Genève de 1963.

## Histoire
Le vice-président de General Motors (GM), Bill Mitchell, voulait promouvoir les ventes de Corvair en Europe en utilisant des versions de style local. Au moins deux grandes Carrozzeria italiennes ont montré des modèles pour la Corvair en utilisant des voitures qui auraient été fournies directement par GM. Pininfarina a montré la première itération de leur Corvair Speciale dès 1960.
Fin 1962, une voiture arrive chez Bertone. Le numéro d'identification du véhicule (VIN) attribué au concept fini — 20927W207657 — indique qu'il a commencé comme un coupé Corvair 900 (Monza) de 1962 construit dans l'usine Willow Run,. Chez Bertone, le châssis monocoque de la Corvair a été raccourci, réduisant l'empattement de 108 pouces (2743 mm) de la Corvair d'origine à 94 pouces (2400 mm),. Un renfort supplémentaire a été ajouté.
La conception de la voiture a été réalisée par Giorgetto Giugiaro, qui était alors chez Nuccio Bertone. Il a dit que son objectif était de créer une forme qui fusionné les deux vues typiques d'une voiture ; la vue en plan et l'élévation latérale. Il voulait une forme qui soit un mélange visuel fluide des deux. Les travaux sur la voiture ont été achevés en deux mois.
La Testudo a été conduite à Genève par Nuccio Bertone, où elle a fait ses débuts au Salon de Genève de 1963. Après l’exposition, elle a été ramenée à Turin par Giugiaro.
En 1965, la Testudo a été impliquée dans un accident lors du tournage d'un film promotionnel pour Shell. Cela a eu lieu dans le virage Parabolica sur le circuit de Monza. L'autre voiture impliquée était également un concept car de Bertone; l'Alfa Romeo Canguro. La Testudo a subi des dommages importants, et comme Bertone n'était pas disposé à payer les réparations, la voiture endommagée été laissée en l'état pendant plusieurs années. En 1974, la voiture encore endommagée fut proposée à la vente, au prix demandé de 10 000 $ US, mais resta invendue. Elle a finalement subie une restauration complète au début des années 1990 sous la direction de Luciano d'Ambrosio, le nouveau designer en chef de Bertone. La Testudo restaurée a été présentée au Pebble Beach en 1996.
La Testudo a plus tard influencée des modèles de Bertone comme la Lamborghini Miura, Alfa Romeo Montréal et Fiat 850 Spider. La Ferrari Daytona de 1968 ferait référence au style de la Testudo. Le designer Dick Teague s'est inspiré de la Testudo pour façonner l'AMC Pacer de 1975. Le designer Anatole « Tony » Lapine a également déclaré que la Testudo avait influencée son travail sur la Porsche 928 pour 1977.
Giugiaro a dit que c'était la toute première voiture sur laquelle il avait les mains libres pour concevoir. Il a demandé à avoir la voiture à son départ de Bertone, mais sa demande a été rejetée.
Giugiaro a revisité le concept de verrière basculante en 2018 pour la conception de la GFG Sibylla. La Testudo est apparue avec la Sibylla au Salon de Genève 2018 le 6 mars.
Le 21 mai 2011, RM Sotheby's a proposé la Testudo en vente à la Villa d'Este au bord du lac de Côme. La voiture s'est vendue pour 336 000 €.

## Caractéristiques techniques

### Suspension
Le train de roulement de la Corvair d'origine a été conservé. La suspension avant comprenait un bras supérieur en A et un bras inférieur en deux parties avec ressorts hélicoïdaux et amortisseurs hydrauliques montés sur un sous-châssis unifié:25. Une barre anti-roulis été montée à l'avant. La suspension arrière était un système d'essieu oscillant composé de bras semi-traînants avec ressorts hélicoïdaux et amortisseurs hydrauliques montés sur un sous-châssis arrière, avec une transmission prise de l'essieu aux moyeux de roue par des demi-arbres qui avaient un joint universel sur leur extrémités intérieur et une connexion rigide aux extrémités extérieures.

### Moteur et transmission
La Testudo était alimentée par le moteur Turbo-Air 6 Chevrolet monté à l'arrière fourni avec la Corvair. Il s'agissait d'un moteur à six cylindres opposé horizontalement refroidi par air avec un seul arbre à cames dans le bloc et des soupapes en tête avec deux soupapes par cylindre. Le bloc-cylindres et les culasses étaient en aluminium, mais les barils étaient en fer. Descriptions du moteur particulier utilisé dans la gamme Testudo : un moteur 140 (2,3 L) de 81 ch (60,4 kW) et un moteur 164 (2,7 L) de 144 ch (107,4 kW),. Le code moteur sur la voiture vendue par RM Sothebys était "TO213YN". En supposant qu'il s'agissait du moteur d'origine, ce code indique un High Performance Engine (HPE) de 145 pouces cubes (2 376 cc) développant 102 ch (76,1 kW) provenant de l'usine de Tonawanda le 13 février,:58.
Le code moteur indique également que le moteur était associé à une transmission manuelle. La transmission dans la Testudo était l'unité à 4 vitesses avec changement au plancher offerte sur la Corvair Monza.

### Carrosserie
La forme de la voiture était celle d'une berlinette au nez long. La carrosserie été exécutée en acier de 0,031 po (0,8 mm) d'épaisseur, avec le capot et quelques autres panneaux en aluminium. Peinte à l'origine en argent métallique, elle a ensuite été changée en blanc nacré. Une ligne de carrosserie horizontale proéminente à mi-hauteur sur le côté de la voiture divisait visuellement la carrosserie en une moitié supérieure et inférieure. Cela évoque la carapace d'une tortue et se reflète dans le nom de la voiture ainsi que dans l'emblème de tortue sur le coffre arrière.
L'intérieur de la voiture était accessible par un unique auvent à charnière avant avec un pare-brise en verre de sécurité. La verrière enveloppante ne comprenait pas de piliers A. Le haut de la verrière était coiffé d'un panneau de toit en plexiglas teinté, et derrière cela se trouvait une grande trappe articulée, également avec un grand panneau incurvé en plexiglas teinté, sur le compartiment de stockage. Les entrées d'air pour le compartiment moteur étaient situées sur les côtés juste derrière la verrière dans ce qui serait normalement les bords d'attaque du montant B, une caractéristique qui serait également utilisée plus tard sur la Miura.
Les feux arrière étaient en polycarbonate - la première application de ce matériau. Les feux été intégrés dans la forme du pare-chocs arrière afin de ne pas perturber les lignes de carrosserie arrière. Les phares exposés tourné vers le haut et vers l'avant en position verticale lorsque cela était nécessaire, puis repliés au ras de la carrosserie lorsqu'ils n'étaient pas utilisés, une autre caractéristique qui apparaîtrait sur la Miura.

### Intérieur
L'intérieur de la voiture contenait deux sièges. Devant le conducteur se trouvait un volant rectangulaire aux coins arrondis.
Le tableau de bord de la voiture était en forme de "L" tourné à 180 ° avec les instruments disposés sur la longue jambe centrale. Le tableau été placé sur la partie horizontale devant le conducteur.